# Tallipot
Corypha umbraculifera
Espèce
Classification phylogénétique
Statut de conservation UICN

 DD  : Données insuffisantes
Le tallipot, talipot ou palmier talipot (Corypha umbraculifera) est une espèce de plantes de la famille des Arecaceae (les palmiers). Il appartient au genre Corypha. Ce sont des palmiers géants. On les trouve principalement en Inde (Karnataka, Kérala), au Sri Lanka et en Asie tropicale.
Étymologie : le terme de tallipot est emprunté au malayālam tālipat, hindi tālpāt, du sanscrit tālapattra « feuille de tala », composé de tāla « palmier » et pattra « feuille ».

## Description
La hauteur de ce géant peut atteindre 20 à 25 mètres pour un diamètre de la couronne de 15 mètres. Le stipe lui aussi énorme, atteint 2 mètres de diamètre et reste couvert à la base des bases de pétioles.
Les feuilles portées par un pétiole denté de 4 mètres ont un limbe de 3 à 5 mètres, costapalmé. Le poids d'une de ses immenses feuilles peut atteindre 50 kg.
Il ne fleurit qu'une seule fois au bout de 30 à 80 ans puis meurt : c'est une plante dite monocarpique ou hapaxanthe. La durée de vie dépend des conditions climatiques et édaphiques. Il produit alors la plus grande inflorescence au monde qui peut atteindre 6 à 8 mètres de hauteur et porter jusqu'à dix millions de fleurs,.
Les fruits sphériques ont la taille d'une balle de golf. Il faut un an pour qu'ils atteignent la maturité. Bien que toutes les fleurs ne donnent pas un fruit, tant s'en faut, un palmier Tallipot peut fournir jusqu'à 2 tonnes de fruits mûrs.

## Écologie
Originaire d'Inde (Karnataka et Kérala) et du Sri Lanka, le tallipot est un palmier qui pousse préférentiellement dans les zones relativement sèches de basses altitudes.
Il est cultivé en Inde, au Sri Lanka, dans l'Asie du Sud-Est et en Chine, uniquement en zone tropicale. Des sujets peuvent être admirés au jardin botanique de Pamplemousses à Maurice.

## Utilisation
Au Sri Lanka, ses feuilles ont servi à fabriquer des supports à l'écriture. Ses folioles après avoir suivi une préparation élaborée, sont faciles à graver et se conservent remarquablement bien en climat tropical.
On désigne en français ces feuillets employés pour l’écriture des manuscrits de l’Inde et des pays indianisés du Sud-Est asiatique, par le terme de ôle ou olle depuis la fin du XVIIe siècle, par emprunt au tamoul ölei signifiant « feuille ». Diverses espèces de palmiers ont été utilisées suivant les régions. Les folioles étaient gravés recto-verso par des moines copistes à l'aide d'un stylet métallique affûté.

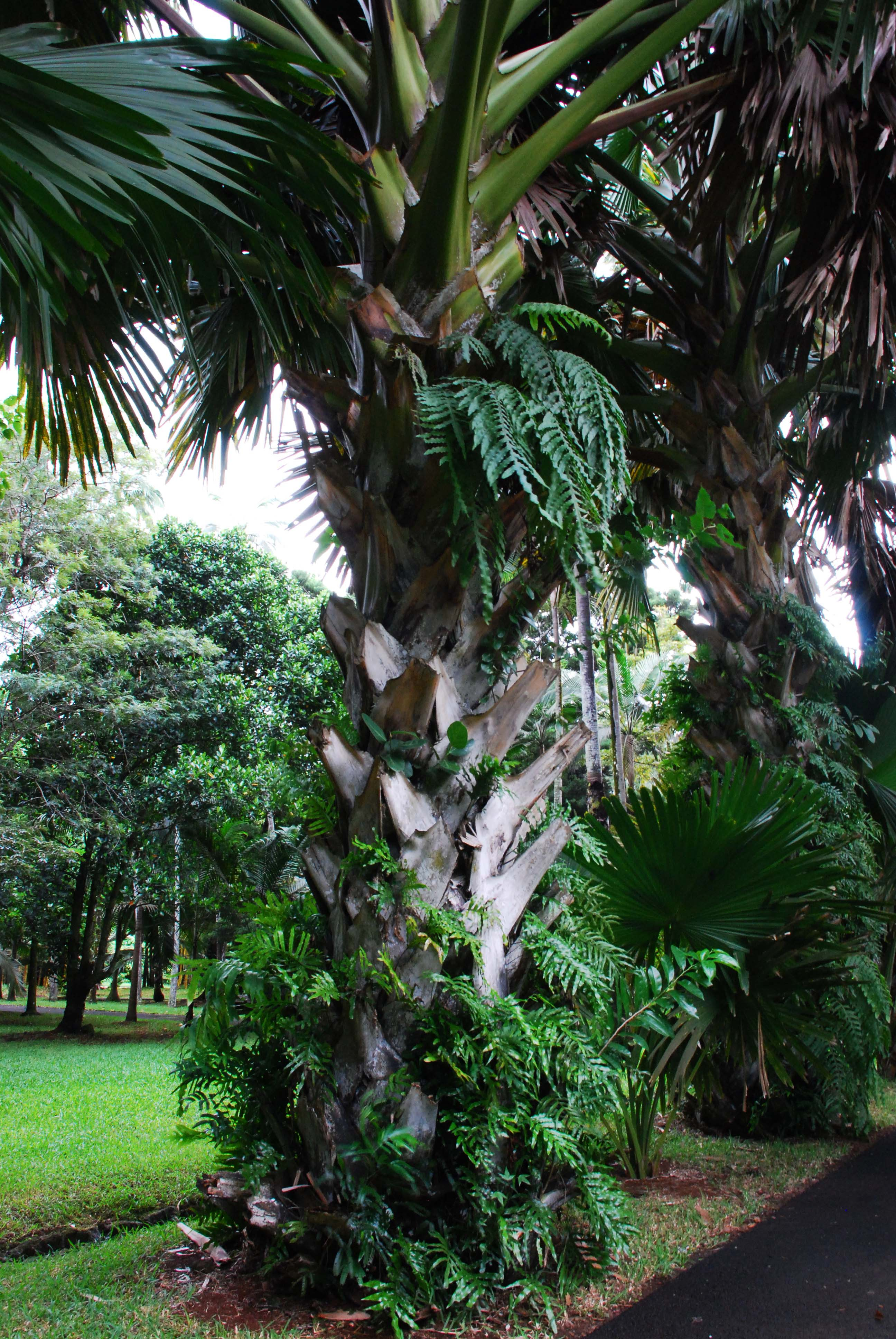
Stipe, Jardin botanique Sir Seewoosagur Ramgoolam ou Jardin de Pamplemousses, Maurice
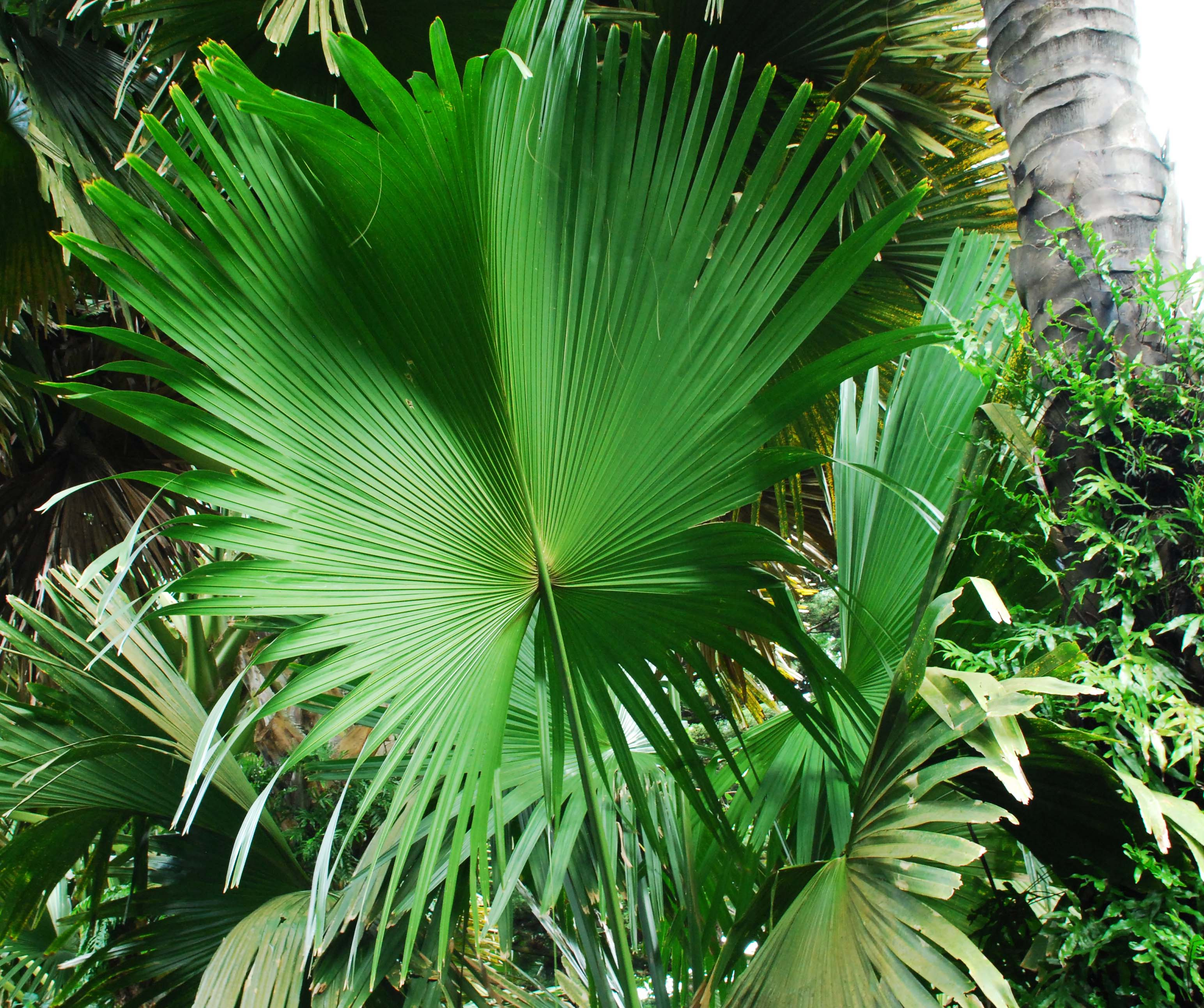
Feuille, Maurice
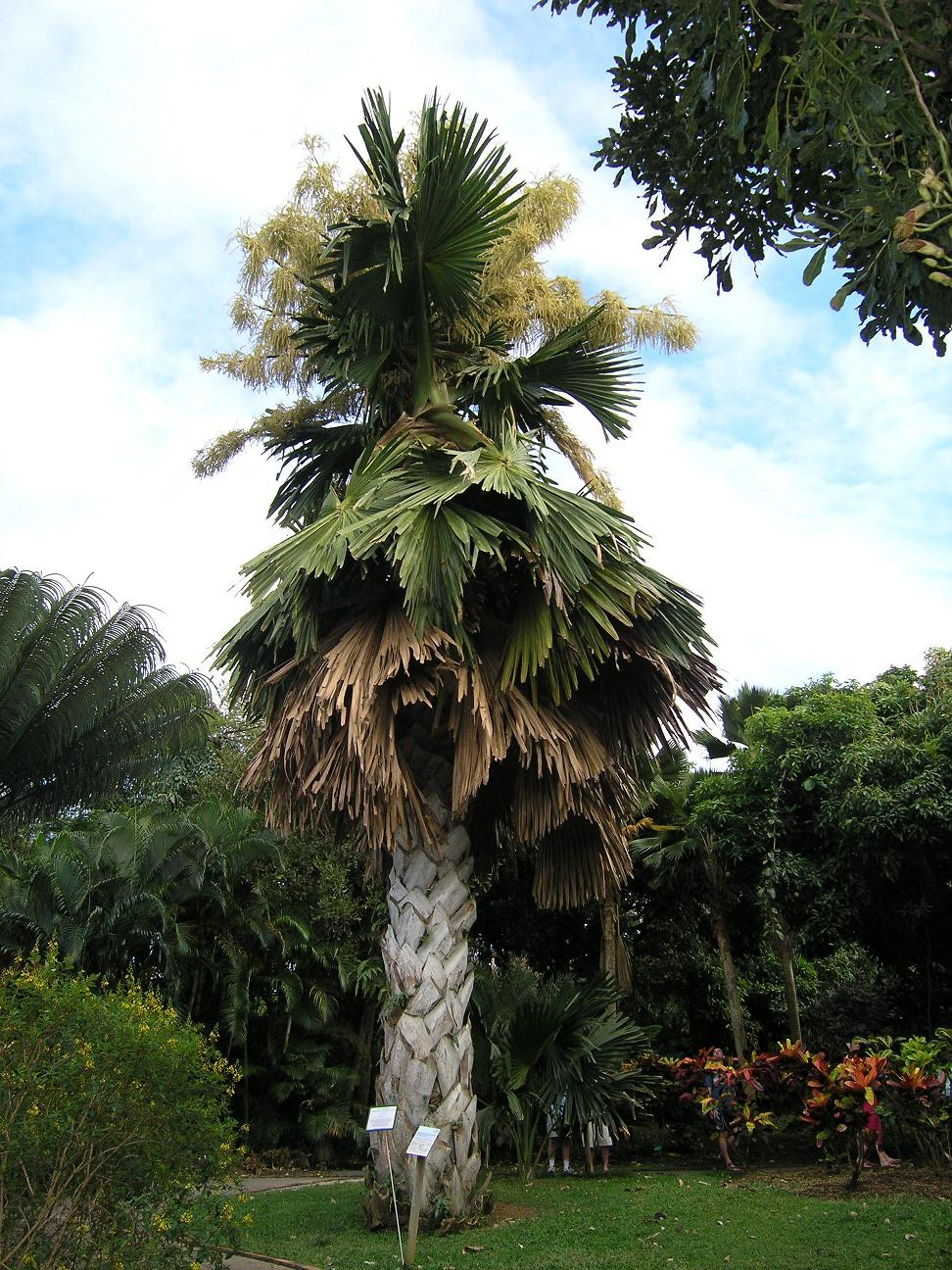
Fleuraison du Tallipot du jardin botanique de Deshaies, Guadeloupe
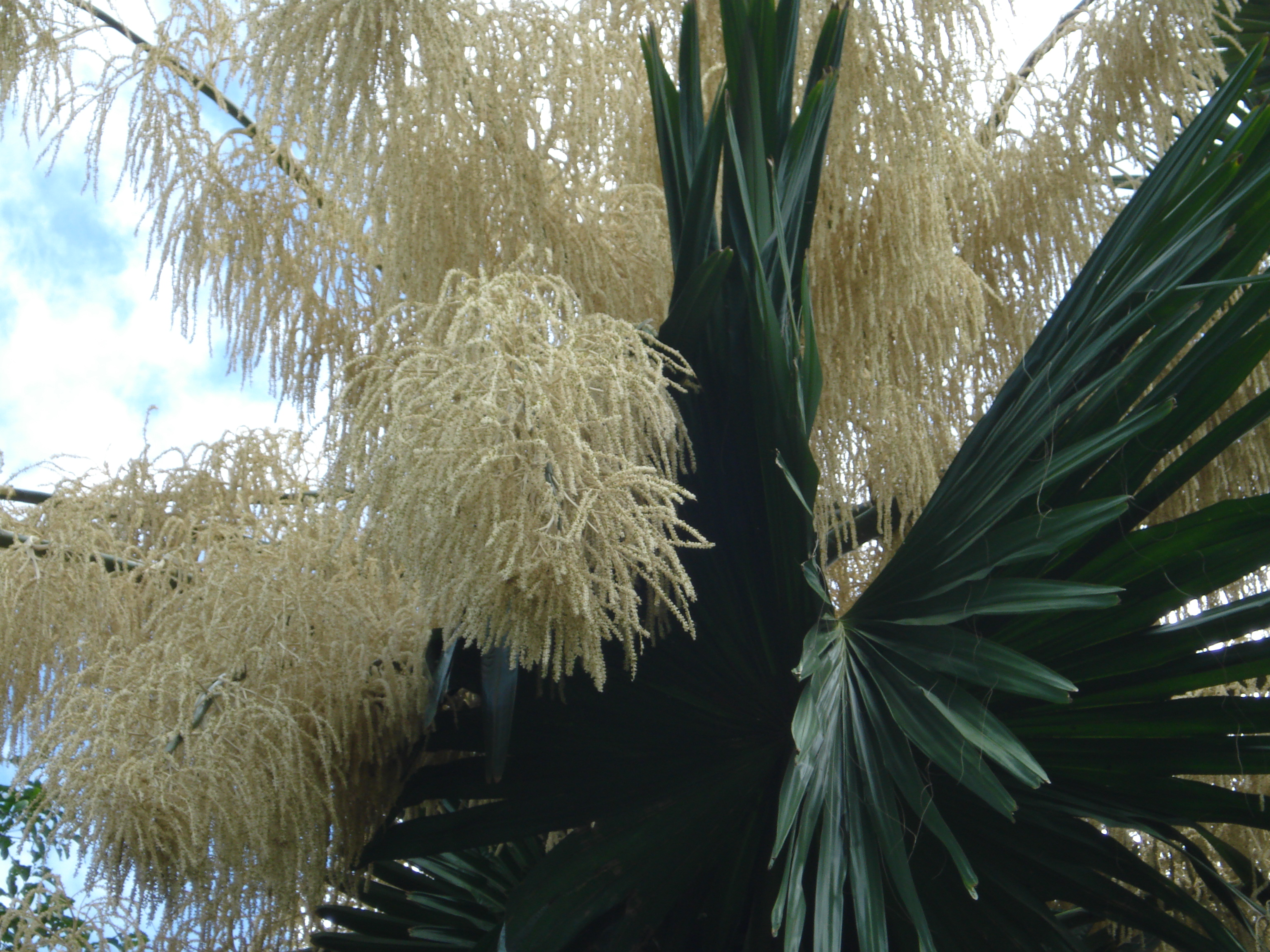
Inflorescence, Honolulu, Hawaii
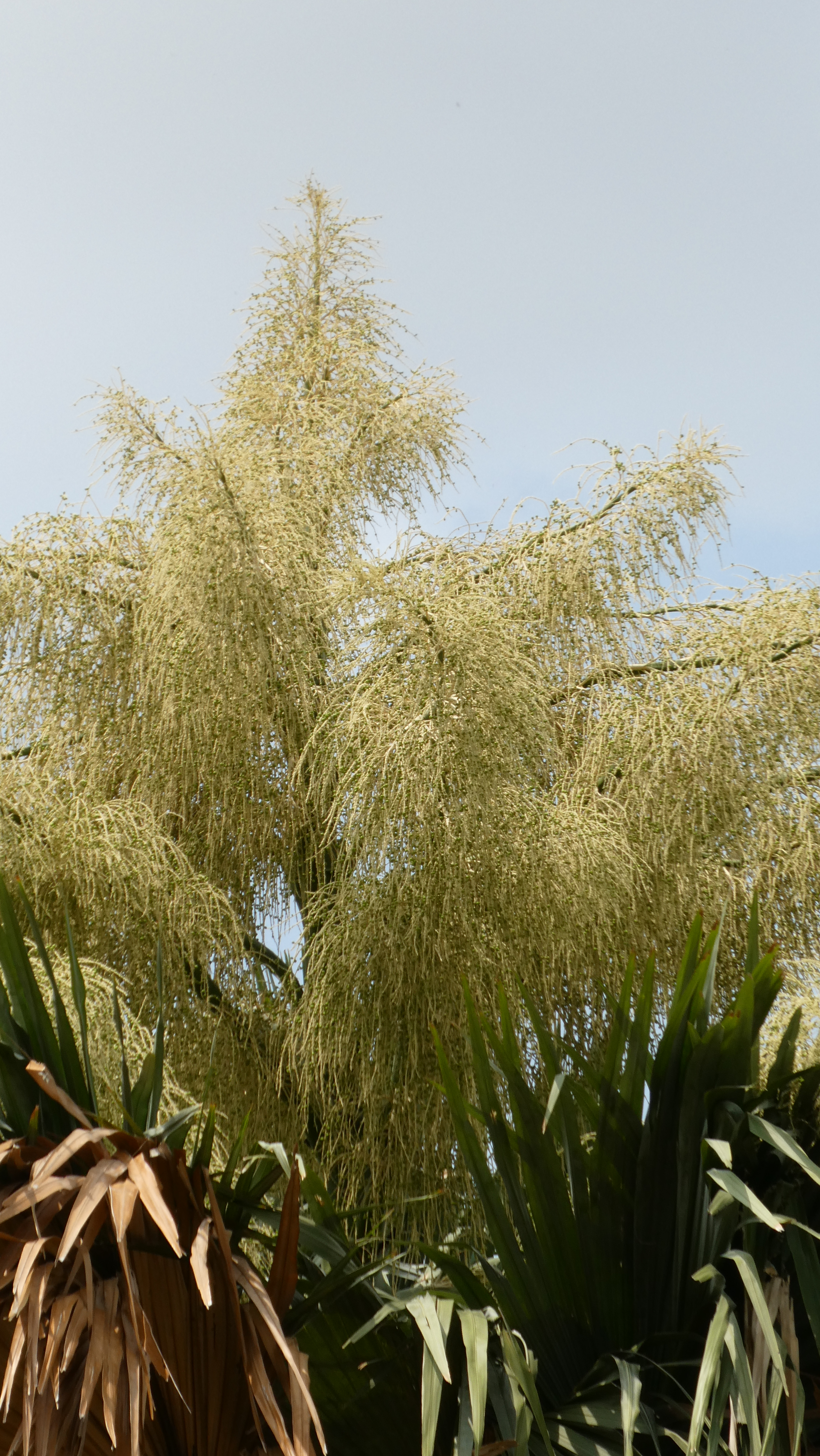
Inflorescence Jardin botanique tropical de Nong Nooch en Thaïlande